# Vlag van Punjab (Pakistan)

Vlag van Punjab

De vlag van Punjab is een groene vlag met het embleem van Punjab in het midden. De vlag bestaat uit de kleuren groen en wit, de nationale kleuren van Pakistan die ook de vlag van Pakistan vormen.
Het embleem bestaat uit een cirkel met daarin een halve maan met ster, vijf golvende lijnen en de provincienaam. De cirkel wordt omringd door graantakken. Het graan staat voor de belangrijke rol van de landbouw van de provincie. De vijf golvende lijnen verwijzen naar de vijf belangrijkste rivieren in Punjab, die hun naam aan de Punjab-streek hebben gegeven (Punj betekent "Vijf", Aab betekent "Stromen"). Het gaat om de Indus de Ravi, de Sutlej, de Chenab en de Jhelum. De halve maan met ster boven in het embleem verwijst naar de nationale vlag.